# Jaworzyna (Schlesische Beskiden)
Der Jaworzyna ist ein Berg in Polen. Mit einer Höhe von 1020 m ist er einer der höheren Berge  im Barania-Kamm in den Schlesischen Beskiden. Der Gipfel gehört zum Gemeindegebiet von Kamesznica. 

## Tourismus
- Auf den Gipfel führen keine markierten Wanderwege.